# Гневный (эсминец, 1958)
«Гневный» — головной корабль проекта 57, также известного как эскадренные миноносцы типа «Гневный», построенный для Советского Военно-Морского Флота в конце 1950-х годах. Впоследствии переклассифицирован в большой ракетный корабль (1966), в 1972—1973 годах модернизирован по проекту 57-А, а затем переклассифицирован с переводом из подкласса больших ракетных кораблей в подкласс больших противолодочных кораблей.

## История
16 ноября 1957 года, под заводским номером 1401, ЭМ «Гневный» был заложен на Николаевском ССЗ им. 61 Коммунара, и 17 декабря 1957 года зачислен в списки кораблей ВМФ СССР. Спущен на воду «Гневный» 30 ноября 1958 года.
10 января 1960 года «Гневный» вступил в строй, и 22 августа этого же года включён в состав Черноморского флота.
В 1961 году ЭМ «Гневный» совершил сверхдальний переход из Чёрного моря вокруг Европы, а затем — Северным морским путём на базу Тихоокеанского флота (ТОФ).
19 мая 1966 года ЭМ «Гневный», как и все корабли проекта 57-бис, был переклассифицирован в Большой ракетный корабль (БРК).
БРК «Гневный» дважды посещал с визитами Массауа в Эфиопии (январь 1967 и 1969 годов) и Касабланку в Марокко (октябрь 1968 года и апрель 1978 года), а также единожды Аден в Южном Йемене (январь 1969 года), Найроби на Маврикии (апрель 1969 года), Бомбей в Индии (ноябрь 1975 года), Ванкувер в Канаде (август 1976 года).
Находясь в зоне военных действий, «Гневный» выполнял боевые задачи по оказанию помощи вооруженным силам Египта (июнь 1967 и с апреля по декабрь 1968 года), Сирии (июнь 1967 года).
13 марта 1969 года «Гневный» был перечислен в состав Тихоокеанского флота (ТОФ). В период с 1972 по 1973 годы он был модернизирован по проекту 57-А во Владивостоке на ССЗ «Дальзавод» С 7 марта 1974 года «Гневный» переклассифицирован в Большой противолодочный корабль (БПК).
8 апреля 1988 года БПК «Гневный» был выведен из боевого состава, разоружен и исключен из состава ВМФ, в связи с передачей в ОФИ для демонтажа и реализации, и 17 июля того же года расформирован.